# 霧島ホテル
霧島ホテル（きりしまホテル）は鹿児島県霧島市牧園町高千穂に位置するホテル。霧島温泉郷の硫黄谷温泉を泉源とした温泉を引いており、大規模な「硫黄谷庭園大浴場」が特徴的。

## 特徴
1日に1,400万リットルの湯が湧く、霧島温泉郷の硫黄谷温泉を引く唯一のホテルである。
全国の名木、名石を使い作られた露天風呂「硫黄谷庭園大浴場」は圧倒的な規模を誇る。「硫黄泉」「明礬泉」「塩類泉」「鉄泉」の4種の泉質を引き、「長寿風呂」「子宝の湯」「寝湯」「打たせ湯」などの名物風呂や効能がある風呂も多数ある。男女別浴ゾーンと混浴ゾーンがあり、サウナも備えられている。また、大浴槽の底は最深の場所で1.4mもあり、立ったまま肩まで浸かれる。
2022年（令和4年）にじゃらんnetの協力でねとらぼが行った調査では「九州のお風呂が良かった宿ランキング」で1位となった。また、楽天トラベルの「2016年度　全国人気温泉宿ランキング」にて全国7位となった。
敷地内には硫黄谷温泉創始者の堀切武右衛門が1862年（文久元年）頃より、治山のため植林した杉林があり「百年杉庭園」と呼ばれて散策路が整備されている。
坂本龍馬と楢崎龍が日本で初めてしたといわれる新婚旅行で硫黄谷温泉を訪れたこともあり、龍馬ゆかりの温泉として資料展示などに力を入れている。

## 施設
この節の出典。

### 建築物
- 東館 - 宿泊棟の1つ。鉄筋8階建。和を基調とした洋室の部屋で全室南向きのなっている。
- 高千穂館 - 宿泊棟の1つ。鉄筋4階建。カップル、グループ利用に人気。
- 西館 - 宿泊棟の1つ。鉄筋3階建。スタンダードなツインとシングルが用意されている。
- 霧島館
- 庭園大浴場

### 施設
- ロビー - 東館内。
- フロント - 東館内。
- ショッピングプラザ - ロビーフロント横。土産物を販売。
- 歴史コーナー - ホテルや霧島の歴史を説明している。
- レストラン 杉パレス - レストラン。百年杉庭園を臨む。
- ホールアゼリア - 朝食、夕食会場や会議室として利用される。
- パブ 霧 - 東館3階。カラオケルームを備える。
- 味処 林道亭 - 24時まで営業しており、夜食などに利用できる。
- 大宴会場 - 「高千穂」「韓国」「新燃」「大浪」「霧島」の5種類があり、最大250名まで利用できる。
- 小宴会場 - 「もみじ」「あざみ」「つつじ」「赤松」「夕霧」「朝霧」の6種類があり、少人数での宴会に向く。
- 第一会議室 - 35名まで利用可能。67㎡。
- 第二会議室 - 80名まで利用可能。130㎡。
- 百年杉庭園

## 沿革
- 1862年（文久元年）- 硫黄谷温泉が創始。前身「霧島館」が開業。
- 1963年（昭和38年）- 高千穂館を建築。
- 1973年（昭和48年）- 東館を建築。
- 1974年（昭和49年）- 西館を建築。
- 1991年（平成3年）- 西館を一部改築。
- 1994年（平成6年）- 高千穂館を一部改築。
- 2004年（平成16年）- 東館を一部改築。
- 2006年（平成18年）- 西館を一部改装。
- 2007年（平成19年）- 西館を一部改装。
- 2010年（平成22年）- 高千穂館を一部改築。
- 2014年（平成23年）- レストラン 杉パレスをリニューアル。
- 2015年（平成24年）- エントランス・ロビーがリニューアルオープン。
- 2017年 (平成29年）- 東館を一部改築。
- 2019年（令和元年）- 大宴会場をリニューアル[1][2]。

## 宿泊した著名人
- 与謝野晶子 - 昭和初期に宿泊した。露天風呂には与謝野にあやかって名付けられた「晶子の湯」がある[1]。
- 坂本龍馬と楢崎龍は硫黄谷温泉に宿泊したと伝えられるがこのホテルであったかは定かでない。

## アクセス

### 自家用車
- E3 九州自動車道溝辺鹿児島空港インターチェンジより約30分
- E3 九州自動車道横川インターチェンジより約40分
- E10 宮崎自動車道都城インターチェンジより約60分

### 公共交通機関
- 鹿児島空港よりバスで30分
- JR九州肥薩線霧島温泉駅からバス
- バス「硫黄谷バス停」より無料送迎バス、所要時間1分[1]